# Walther von Wartburg
Walther von Wartburg(-Boos), född den 18 maj 1888 i Riedholz, Solothurn, död den 15 augusti 1971 i Basel, var en schweizisk romanist och språkforskare.
Efter studier vid universiteten i Bern, Zürich och Florens samt vid Sorbonne i Paris promoverades von Wartburg 1918 med en dissertation Zur Benennung des Schafes in den romanischen Sprachen och blev 1921 privatdocent i Bern. Efter att ha verkat en tid i Lausanne undervisade han 1929–1939 vid universitetet i Leipzig. 
Där höll han 1931 sin installationsföreläsning över det ömsesidiga utbytet mellan deskriptiv och historisk språkvetenskap. Åren 1940–1959 var han professor för fransk språkvetenskap vid universitetet i Basel. Under den tiden byggde han 1947 åter upp romanistiken i Östberlin vid Humboldtuniversitetet, vars betydelse för att bevara den västliga kulturtraditionen i öst han värdesatte högt.
von Wartburg var vidare hedersdoktor vid universiteten i Lausanne och Leeds. År 1963 förlänades han den tyska orden Pour le Mérite.
Hans livsverk är det mycket omfångsrika Französisches Etymologisches Wörterbuch. Eine Darstellung des galloromanischen Sprachschatzes. (FEW), ett lexikon över härkomsten, historien och betydelseförvandlingen hos alla ord i den  franska språkskatten, inklusive galloromanska idiom som exempelvis occitanska eller frankoprovensalska.
År 1943 understödde arbetsgemenskapen Pro Helvetia, från 1952 den schweiziska nationalfonden det ambitiösa projektet och från år 1993 även det franska Centre National de la Recherche Scientifique. FEW avslutades 2002 och består av 25 band med 160 fasciklar och över 17 000 sidor. Den aktuella kortutgåvan är: Dictionnaire étymologique de la langue française (2004).
Bland hans arbeten kan även nämnas Dictionnaire étymologique de la langue française ((1932, tillsammans med Oscar Bloch, 2:a upplagan 1949), Évolution et structure de la langue française (1934), Die Ausgliederung der romanischen Sprachräume (i Zeitschrift für romanische Philologie 1936, utökad 1950), Die Enstehung der romanischen Völker (1939), Précis de syntaxe du français contemporain (1947, tillsammans med Paul Zumthor) och Umfang und Bedeutung der germanischen Siedlung in Nordgallien (1950).
von Wartburg drev i sina arbeten tesen att de olika romanska språken präglats av vad han kallar "substrat" (påverkan från de tidigare talade språken i området) och "superstrat" (inflytande från utifrån kommande senare erövrare). Inom det galloromanska språkområdet finns enligt honom ett keltiskt substrat, vilket i norra Frankrike kompletterats med ett germanskt superstrat.
Bertil Malmberg skriver i Svensk Uppslagsbok: "von Wartburgs insatser som romanist äro betydande, och han har fortsatt den förnäma traditionen från tidigare tysk-schweiziska romanister (Tobler, Meyer-Lübke), även om hans teorier icke kunna frånkännas en tendens till förenklade schematiseringar. Hans tes om det germanska inflytandets stora roll för uppkomsten av det franska språket har rönt stark kritik."